# (4320) Jarosewich
(4320) Jarosewich est un astéroïde de la ceinture principale.

## Description
(4320) Jarosewich est un astéroïde de la ceinture principale. Il fut découvert le 1er mars 1981 à Siding Spring par Schelte J. Bus. Il présente une orbite caractérisée par un demi-grand axe de 2,20 UA, une excentricité de 0,11 et une inclinaison de 6,4° par rapport à l'écliptique.

## Compléments